# 金江鳔冠花
金江鳔冠花（学名：Cystacanthus yangzekiangensis）是爵床科鳔冠花属的植物，为中国的特有植物。分布于中国大陆的云南等地，生长于海拔400米至450米的地区，目前尚未由人工引种栽培。